# Poids plumes
Ne pas confondre avec Poids plume (film).
Pour les articles homonymes, voir Poids (homonymie).
Poids plume est une catégorie de poids en sports de combat.
En boxe anglaise professionnelle, elle concerne les athlètes pesant entre 55,338 kg (122 livres) et 57,152 kg (126 livres). En boxe amateur (olympique), la limite est fixée entre 52 et 56 kg.

## Boxe professionnelle
Le néo-zélandais Torpedo Billy Murphy est reconnu comme étant le 1er boxeur champion du monde des poids plumes après sa victoire face à Ike Weir par KO à la 14e reprise le 13 janvier 1890.

### Titre inaugural
| Organisation | Boxeur          | Date            |
| WBA          | Sugar Ramos     | 21 mars 1963    |
| WBC          | Sugar Ramos     | 21 mars 1963    |
| IBF          | Min Keun Oh     | 10 juin 1984    |
| WBO          | Maurizio Stecca | 28 janvier 1989 |

## Boxe amateur
| - De 52,2 kg à 56,7 kg : - 1904 - Oliver Kirk - 1908 - Richard Gunn - De 53,5 kg à 57,2 kg : - 1920 - Paul Fritsch - 1924 - Jackie Fields - 1928 - Bep van Klaveren - 1932 - Carmelo Robledo - 1936 - Oscar Casanovas - De 54 kg à 58 kg : - 1948 - Ernesto Formenti - 1952 - Ján Zachara - 1956 - Vladimir Safronov - 1960 - Francesco Musso - De 54 kg à 57 kg : - 1964 - Stanislav Stepashkin - 1968 - Antonio Roldán - 1972 - Boris Kuznetsov - 1976 - Ángel Herrera - 1980 - Rudi Fink - 1984 - Meldrick Taylor - 1988 - Giovanni Parisi - 1992 - Andreas Tews - 1996 - Somluck Kamsing - 2000 - Bekzat Sattarkhanov - 2004 - Aleksey Tishchenko - 2008 - Vasyl Lomachenko - De 52 kg à 57 kg : - 2020 - Albert Batyrgaziev | - 2020 - Sena Irie |